# Armeegeneral
Armeegeneral war in einer Reihe von Ländern der höchste Offiziersrang in der Dienstgradgruppe der Generale, der in Friedenszeiten vergeben werden konnte. Gegenwärtig wird die Rangbezeichnung Armeegeneral nur noch in wenigen Ländern verwendet. Der vergleichbare Dienstgrad der Bundeswehr ist der General (NATO-Rangcode OF-9, General). Der Armeegeneral ist nicht zu verwechseln mit dem General of the Army (USA), der als Fünfsternerang (OF-10) um eine Rangstufe höher liegt.

## Deutschland

### Streitkräfte bis 1945
Die Rangbezeichnung Armeegeneral hat es in deutschsprachigen Streitkräften bis 1945 nie gegeben. Jedoch wäre hier der vergleichbare Viersternerang (OF-9) Generaloberst gewesen.

### Deutsche Demokratische Republik
In Anlehnung der DDR Partei und Staatsführung an die deutsche Militärgeschichte, entsprachen Uniform und Rangabzeichen der Bewaffneten Organe der DDR weitgehend dem historischen Vorbild von Reichswehr und Reichsmarine der Weimarer Republik bzw. Wehrmacht. Dienstgrade, Dienststellungen und Rangbezeichnungen entsprachen aber auch zumindest teilweise sowjetischem Vorbild.
So wurde für DDR Volksarmee, MfS und MDI der Spitzen-Dienstgard Armeegeneral (Abkürzung AG) eingeführt. Bei der Namenswahl setzte sich Armeegeneral in Anlehnung an das Pendant der Sowjetarmee (hier: Генера́л а́рмии / General der Armee) durch, da der OF-8 Rang, General (mit dem Zusatz der Waffengattung), nicht in die sowjetisch Rang-Reihung passte bzw. Generaloberst dort lediglich OF-8 gemäß NATO-Rangcode vergleichbar war, in der Wehrmacht hingegen OF-9 vergleichbar gewesen wäre.
Der Armeegeneral in NVA, MfS und MDI war das Äquivalent zum Flottenadmiral, der am 25. März 1982 eingeführt wurde und gleichermaßen an die Berufung in das betreffende Ministeramt gebunden war. Ansonsten war Armeegeneral vergleichbar dem Generalsrang der Bundeswehr sowie dem Admiralsrang der Deutschen Marine und entsprach OF-9.
Mit Auflösung der der Bewaffneten Organe der DDR, mit Wirkung vom 4. Oktober 1990, wurde der Rang abgeschafft.
| Dienstgrad               |                              |               |
| niedriger: Generaloberst | Armeegeneral(Flottenadmiral) | höher: keiner |

### Armeegenerale in der DDR (seit 1959)
Armeegenerale und Minister für Nationale Verteidigung
- Willi Stoph (seit 1959)
- Heinz Hoffmann (seit 1961)
- Heinz Keßler (seit 1985)

Armeegeneral und Minister für Staatssicherheit
- Erich Mielke (seit 1980)

Armeegeneral zugleich Minister des Innern und Chef der Deutschen Volkspolizei
- Friedrich Dickel (seit 1984)

## Andere Länder

### Frankreich

Dienstgradabzeichen général d'armée

In Frankreich ist der Général d’armée bzw. der Général d'armée aérienne (erste Bezeichnung für Heer, zweite Bezeichnung für Luftwaffe) der mit dem deutschen General vergleichbare Rang. Sie rangieren über dem mit dem deutschen Generalleutnant vergleichbaren Général de corps d'armée bzw. Général de corps aérien (zweite Bezeichnung wieder für Luftwaffe).

### Polen
In den Polnischen Streitkräften wurde der Armeegeneral (polnisch generał armii) als höchster Rang der Generalität im Jahre 1951 eingeführt, der bis 1991 beibehalten wurde und als OF-9 Rang (OF steht für die englische Bezeichnung officer) gemäß NATO-Rangcode eingestuft ist. Im Jahr 1991 wurde der Rang in die NATO-übliche Bezeichnung General geändert, wobei die Dienstgradabzeichen beibehalten wurden.

### Russland
Die Streitkräfte der Russischen Föderation haben den Viersternegeneral im Jahre 1991 aus den Streitkräften der Sowjetunion mit der Bezeichnung generál ármii (russisch генера́л а́рмии) übernommen. Auch der russische Armeegeneral entspricht der NATO-Rangstufe OF-9.

Schulterstücke Armeegeneral 1991 bis 2013
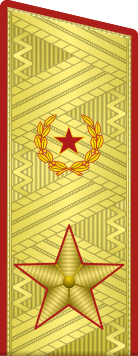
Paradeuniform 1991–1994
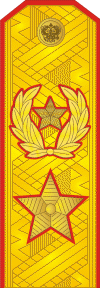
Paradeuniform 1994–1997
Paradeuniform seit 2013
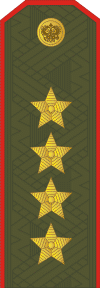
Dienstuniform 1997–2010
Dienstuniform 2010–2013
Dienstuniform seit 2013

#### Sowjetunion

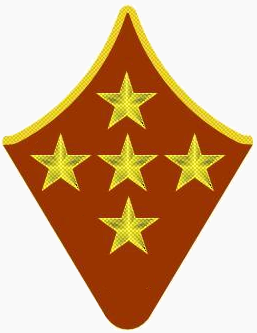
Kragenspiegel
1940–1943

In der Roten Armee der Sowjetunion wurden am 7. Mai 1940 die Generalsränge wieder eingeführt. Armeegeneral (russisch генера́л армии / general armii) war der zweithöchste Dienstgrad in der Gruppe der Generale. Die Reihenfolge sowjetischer Generalsränge war dabei seit 1940 bzw. 1943:
- Generalmajor, davor Brigadekommandeur (KomBrig)
- Generalleutnant, davor Divisionskommandeur (KomDiv)
- Generaloberst, davor Korpskommandeur (KomKor)
- Armeegeneral, davor Armeekommandeur 2. Ranges
- Hauptmarschall (ab 1943), davor Armeekommandeur 1. Ranges

Als erste Armeegenerale der Roten Armee wurden am 4. Juli 1940:
- Georgi Konstantinowitsch Schukow,
- Kirill Afanassjewitsch Merezkow und
- Iwan Wladimirowitsch Tjulenew ernannt.

Schulterstücke Armeegeneral 1940 bis 1991
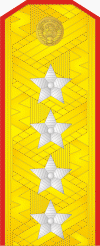
Paradeuniform 1943–1955
Paradeuniform 1955–1974
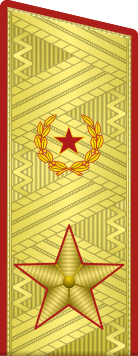
Paradeuniform 1974–1991

### Tschechische Republik
- Armeegeneral
(armádní generál)

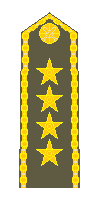
Armeegeneral (armádní generál)

In den Streitkräften der Tschechischen Republik ist der Armeegeneral (tschechisch armádní generál) der höchste Dienstgrad der Generalität. Gemäß NATO-Rangcode wird er als OF-9 eingestuft, was einem deutschen General mit vier Sternen entspricht. Um mögliche Missverständnisse auszuschließen, wird der Rang von den tschechischen Streitkräften daher im Englischen auch als General bezeichnet. Den Rang Armádní generál gab es bereits in der Tschechoslowakischen Armee.